# Influencias y analogías en Harry Potter
La escritora J. K. Rowling cita a varios autores como influencias en su saga de best sellers, Harry Potter. Tanto escritores como reporteros y críticos, han notado que sus novelas también tienen una serie de análogos, una amplia gama de literatura, tanto clásica como moderna, que Rowling no ha citado abiertamente como influencias.
Este artículo se divide en tres secciones. La primera sección enumera a los autores y libros que Rowling ha sugerido como posibles influencias en Harry Potter. La segunda sección trata sobre los libros que Rowling ha citado como sus favoritos sin mencionar posibles influencias sobre su saga. La tercera sección habla de las analogías que Rowling no ha citado ni como influencias ni favoritos, pero que otros dicen se pueden comparar con Harry Potter, obteniendo similitudes.

## Influencias admitidas
J.K. Rowling nunca ha dado crédito abiertamente a que se haya inspirado en algún autor en particular, afirmando, “No tengo la menor idea de dónde vienen mis ideas o cómo funciona mi imaginación. Simplemente estoy agradecida de que lo haga, porque me brinda más entretenimiento que a cualquier otra persona.” Con todo, ha mencionado a numerosos de sus autores favoritos como probables influencias en su creación de Harry Potter. Los trabajos de estos autores se enumeran a continuación por su año de publicación. 

### Folclore y mitología británicas
Según Rowling, “me he tomado terribles libertades con el folclore y la mitología, pero para nada me siento avergonzada de eso, porque tanto el folclore como la mitología británica son totalmente bastardos. Ya sabes, nos han invadido pueblos, nos hemos apropiado de sus dioses, les hemos quitado sus criaturas míticas, y lo hemos juntado todo para crear, lo que yo llamaría, uno de los folclores más ricos del mundo, por ser tan variado. Por eso no siento ningún remordimiento en tomar prestado sin reservas de ello, si bien añadiéndole algunas cosas mías.”

### La Ilíada
Ante el comentario de un entrevistador respecto a que salvar el cuerpo de Cedric guardaba similitudes con la Ilíada y las acciones de Héctor, Aquiles y Patroclo, Rowling respondió: “De ahí viene. Eso me conmovió mucho, muchísimo, cuando lo leí a los 19 años. La idea de la profanación de un cuerpo, una idea muy antigua… estaba pensando en eso cuando Harry salvó el cuerpo de Cedric."

### La Biblia
Varios comentaristas han llamado la atención sobre temas y referencias bíblicas en la novela final de J.K. Rowling, Harry Potter y las Reliquias de la Muerte. En una edición de Newsweek, de agosto de 2007, Lisa Miller comentó que Harry muere y luego resucita para salvar a la humanidad, como Cristo. Señala que el título del capítulo donde esto ocurre —“Cruz del Rey”- un posible alusión a la cruz de Cristo. También resalta la escena en la que Harry se encuentra temporalmente muerto, señalando que Harry se encuentra en un escenario muy celestial donde habla con una figura paterna “cuyos poderes sobrenaturales están acompañados de un profundo mensaje de amor.” Jeffrey Weiss añadió en el noticiero Dallas Morning News, que la cita bíblica “Y el último enemigo en ser destruido será la muerte” (I Corintios 15:26), y que aparece en las tumbas de los padres de Harry, hace referencia a la resurrección de Cristo.
La cita en la tumba de la familia Dumbledore, “Donde está tu tesoro, tu corazón estará también”, es de Mateo 6:21, y se refiere a saber cuáles son las cosas en la vida de verdadero valor. “Son libros muy británicos”, reveló Rowling en una conferencia sobre acceso abierto a los libros en octubre de 2007, "Así que de manera muy práctica Harry iba a encontrar citas bíblicas en las lápidas, [pero] creo que esas dos citas en particular que encuentra en las tumbas en el Valle de Godric, (...) casi que encarnan toda la serie.”

### Esquilo y William Penn
Las Reliquias de la Muerte comienza con un par de epígrafes, una de More Fruits of Solitude (Más frutos de soledad) del líder cuáquero William Penn, y una de Las Coéforas de Esquilo. "Me gustó mucho la elección de aquellas dos citas porque una es pagana, por supuesto, y la otra es de una tradición cristiana", afirmó Rowling. "Sabía que iban a ser esos dos pasajes desde la publicación de 'la Cámara de los Secretos’. Siempre supe [que] si podía usarlos al principio del séptimo libro entonces había dado pie perfectamente al final. Si eran relevantes, eso significaba que había ido a donde necesitaba ir. Para mí, simplemente lo dicen todo, de verdad lo hacen."

### El Cuento del Bulero
En julio de 2007, en una conversación electrónica organizada por la editorial Bloomsbury, Rowling declaró que El Cuento del Bulero de los Cuentos de Canterbury de Geoffrey Chaucer fue una inspiración para el cuento narrado por Xenophilius Lovegood en Harry Potter y las Reliquias de la Muerte. En el cuento, tres hermanos burlan la muerte tras embrujar un puente para cruzar un río peligroso. La Muerte, enojada por haber sido engañada, ofrece darles tres regalos, las Reliquias de la Muerte, como recompensa por haberla evadido. Los dos primeros mueren como resultado de los regalos que se les otorgaron, pero el tercero utiliza su regalo con sabiduría y muere de viejo en su cama. En el Cuento del Bulero, se les dice a tres pícaros que si se buscan bajo un árbol, podrán encontrar un medio para derrotar a la muerte. En su lugar encuentran oro, y, superados por la codicia, con el tiempo se matan entre sí para poseerlo.

### Macbeth
Rowling ha citado a Macbeth de Shakespeare como una influencia. En una entrevista con The Leaky Cauldron y MuggleNet, cuando se le preguntó, "¿Qué hubiera pasado si Voldemort nunca hubiera escuchado la profecía?", respondió: "Es la idea de “Macbeth”. Adoro “Macbeth”. Es mi obra favorita de Shakespeare. Y esa es la cuestión ¿no es cierto? Si Macbeth no hubiera conocido a las brujas, ¿habría matado a Duncan? ¿Habría sucedido algo de eso? ¿Estaba predestinado o él hizo que ocurriera? Yo creo que él hizo que pasara." En su sitio web, se refirió de nuevo a "Macbeth" al discutir la profecía: "la profecía (como la que las brujas le hacen a Macbeth, si alguien ha leído la obra del mismo nombre) se convierte en el catalizador de una situación que nunca habría sucedido si no se hubiera hecho."

### Emma
Rowling cita a Jane Austen como su autora favorita y una gran influencia. "Mi actitud hacia Jane Austen se resume con precisión en esa maravillosa línea de La hija de Robert Poste (de Stella Gibbons): 'Una de las desventajas de la educación casi universal fue que todo tipo de personas ganaron familiaridad con los libros favoritos de uno. Le produce a uno una sensación curiosa: es como ver a un ebrio desconocido envuelto en la bata de uno.'" La serie de Harry Potter es conocida por sus giros argumentales, y Rowling ha declarado que, "Nunca he creado un final sorpresa en un libro de Harry Potter sin saber que nunca pude, y nunca podré, hacerlo ni la mitad de bien de lo que lo hizo Austen en Emma."

### Los Buscadores de Tesoros
Rowling menciona frecuentemente a Edith Nesbit en entrevistas, citando sus "muy reales" personajes infantiles. En 2000, dijo, "Creo que me identifico con E. Nesbit más que con cualquier otro escritor", y describió la historia de Nesbit Los Buscadores de Tesoros como: "La exhibición obligatoria en toda la literatura infantil para cualquiera que no recuerde exactamente cómo se sentía ser niño."

### El viento en los sauces
En 2007, en una conferencia para estudiantes en Nueva Orleans, Rowling dijo que el primer libro en inspirarla había sido la fantasía infantil de El viento en los sauces, que le leyeron cuando contrajo sarampión a los 4 años.

### Dorothy L. Sayers
Rowling también ha citado la obra de la ensayista cristiana y escritora de misterio Dorothy L. Sayers como una influencia en su trabajo, diciendo: "Hay una teoría - esto aplica a las novelas de detectives, y también a Harry, que no es realmente una novela de detectives, pero a veces se siente como una - que no se debe mezclar intriga romántica en un libro de detectives. Dorothy L. Sayers, que es la reina del género, dijo – y bueno, luego rompió su propia regla, pero dijo – que no hay lugar para el romance en una historia de detectives excepto si éste puede ser útil para camuflar los motivos de otras personas. Es cierto; es un truco muy útil. Lo he usado en Percy y hasta cierto grado en Tonks en este libro, como una distracción. Habiendo dicho esto, estoy en desacuerdo en la medida en que mis libros están muy enfocados en los personajes, y es muy importante, por lo tanto, ver a estos personajes enamorarse, que es parte necesaria de la vida ".

### Las Crónicas de Narnia
Rowling ha dicho que de niña era fan de la obra de C. S. Lewis, y cita la influencia de Narnia en su obra: "Me puse a pensar sobre la ruta del armario a Narnia cuando le dicen a Harry que tiene que lanzarse contra una barrera en la estación de estación de King's Cross – se disuelve y se encuentra en la plataforma nueve y tres cuartos, y ahí esta el tren de Hogwarts."
Sin embargo, Rowling se esfuerza en señalar las diferencias entre Narnia y su mundo: "Narnia es, literalmente, un mundo diferente", dice ella, "mientras que en los libros de Harry usted entra en un mundo dentro de un mundo que se puede ver si uno pertenece a él. Gran parte del humor proviene de los choques entre la magia y el mundo cotidiano. Por lo general no hay mucho humor en los libros de Narnia, y a pesar de ello los adoraba cuando era niña. Me metí tanto que jamás se me ocurrió que CS Lewis fuera particularmente sermoneador. Al leerlos ahora me encuentro con que su mensaje subliminal no es muy subliminal." El escritor para el New York Times Charles McGrath señaló una similitud entre Dudley Dursley, el hijo odioso de los tutores negligentes de Harry, y Eustace Scrubb, el mocoso malcriado que atormenta a los personajes principales en Las Crónicas de Narnia hasta que es convertido por Aslan.

### El Caballito Blanco
En una entrevista en The Scotsman en 2002, Rowling dijo de El Caballito Blanco de Elizabeth Goudge que tuvo: "quizás más que cualquier otro libro ... una influencia directa en los libros de “Harry Potter”. La autora siempre incluía detalles de lo que sus personajes estaban comiendo y recuerdo que me gustaba eso. Pueden haber notado que siempre nombro los alimentos que comen en Hogwarts." Para la revista O, Rowling afirmó que "Goudge fue la única [autor] de cuya influencia estaba realmente consciente. Siempre describía exactamente lo que los niños estaban comiendo, y me gustaba mucho saber lo que sus sándwiches tenían.”

### La espada en la piedra
Rowling también cita el trabajo de T. H. White, profesor de gramática y autor de la clásica saga para niños, Camelot, que cuenta la historia del rey Arturo de Gran Bretaña, desde la infancia hasta la tumba. Tal vez el libro más conocido de esta saga es La espada en la piedra (el primer libro), del cual Disney Studios hizo una película animada. Arturo (llamado Verruga) es un pequeño huérfano de pelo desaliñado, que se encuentra con el mago Merlín (que tiene una lechuza, Arquímedes, y actúa muy parecido a Dumbledore, a la manera de un "profesor distraído") que lo lleva a un castillo a educarlo. Como señala el escritor Phyllis Morris, "Los paralelos entre Dumbledore y Merlín no terminan con la protección del héroe en peligro... Además de traer largas y sueltas barbas (y ojos azules, de acuerdo con TH White), Merlín fue mentor y guía del rey Arturo, como Dumbledore ha sido guía y mentor de Harry." Rowling describe a Verruga como "ancestro espiritual de Harry.”

### Manxmouse
Rowling es también fan de Paul Gallico, "especialmente de Manxmouse (el ratón que no conocía el miedo).” Es un gran libro. Gallico maneja la delgada línea entre la magia y la realidad tan hábilmente, que hasta los eventos más fantásticos se sienten plausibles."

### Jessica Mitford
En la entrevista concedida a Scotsman, Rowling describió a la activista de derechos civiles Jessica Mitford como "mi escritora más influyente", diciendo: "Me encanta la forma en que nunca superó algunos de sus rasgos adolescentes, manteniéndose fiel a su política - era un socialista autodidacta - a lo largo de su vida." En una revisión sobre Decca-Las cartas de Jessica Mitford, fue más allá diciendo, "Jessica Mitford ha sido mi heroína desde que tenía 14 años de edad, cuando escuché a mi formidable tía abuela discutiendo cómo Mitford se había escapado a la edad de 19 a luchar con los Rojos en la Guerra Civil Española", y afirmó que lo que la inspiraba sobre Mitford era que era "incurable e instintivamente rebelde, valiente, aventurera, divertida e irreverente, que nada le gustaba más que una buena pelea, preferiblemente contra un objetivo pomposo e hipócrita."

## Otros favoritos

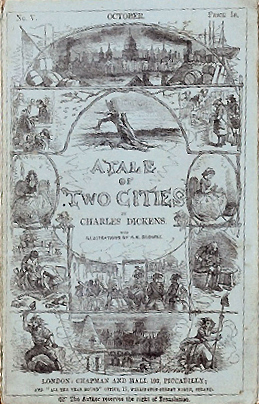
Historia de dos ciudades de Charles Dickens

En 1999, mientras Rowling estaba en una gira por los Estados Unidos, un vendedor de libros le entregó una copia de El Castillo Soñado de Dodie Smith, diciendo que le encantaría. El libro se convirtió en uno de sus favoritos de siempre. Rowling dice que, "es la voz del narrador, en este caso Cassandra Mortmain, de 17 años de edad, lo que produce una obra maestra salida de una trama vieja."
También en 1999, dijo Rowling en una entrevista que era una gran fan de Grimble de Clement Freud, diciendo: "Grimble es uno de los libros más divertidos que he leído, y el mismo Grimble, que es un niño pequeño, es un personaje fabuloso. Me encantaría ver una película de “Grimble”. Hasta donde yo sé, estas dos últimas finas piezas de la literatura ya no se imprimen, por lo que si alguna vez los editores leen esto, ¿podrían desempolvarlas y volver a ponerlas en impresión para que otros puedan leerlas?”=
En varias ocasiones, Rowling ha citado su admiración por la novelista francesa Colette.
Rowling afirmó que la muerte de Sydney Carton en el cuento de Charles Dickens, Historia de dos ciudades, y línea final de la novela, tuvo un profundo impacto en ella.
En el 2000 en una entrevista con BBC Radio 4, Rowling reveló un profundo amor por el controvertido libro Lolita de Vladimir Nabokov, diciendo: "Simplemente no hay suficiente tiempo para discutir cómo una trama que podría haber sido la pornografía más inútil se convierte, en manos de Nabokov, en una gran y trágica historia de amor, y podría agotar mi depósito de superlativos intentando describir la calidad de la escritura."
En una entrevista con O: The Oprah Magazine (la revista de Oprah), Rowling describió al autor irlandés Roddy Doyle como su escritor vivo favorito, diciendo: "Me encantan todos sus libros y a menudo hablo sobre él y Jane Austen en la misma frase. Creo que las personas se quedan un poco perplejas con esto porque superficialmente son escritores muy diferentes. Pero ambos tienen un enfoque muy poco sentimental a la naturaleza humana. Ellos pueden conmover profundamente sin llegar a ser empalagosos."
Muchos de los favoritos de Rowling decoran la sección de enlaces de su página web personal. La sección está diseñada para parecerse a un estante de biblioteca, e incluye El Castillo Soñado, El Caballito Blanco y Manxmouse, Orgullo y Prejuicio, Sentido y Sensibilidad y Emma de Jane Austen, un Libro de Cuentos de Hadas de Edith Nesbit, Los Compromisos y La Camioneta de Roddy Doyle, dos libros de Dorothy L. Sayers y un libro de Katherine Mansfield.
En enero de 2006, la Real Sociedad de Literatura le pidió a Rowling nominar su lista de los diez mejores libros que todos los niños deberían leer. Incluidos en la lista estuvieronCumbres Borrascosas de Emily Brontë, Charlie y la fábrica de chocolate de Roald Dahl, Robinson Crusoe de Daniel Defoe, David Copperfield de Charles Dickens, Hamlet de William Shakespeare, Matar a un ruiseñor de Harper Lee, Rebelión en la granja de George Orwell, La historia de dos ratones malos de Beatrix Potter, El guardián entre el centeno de J. D. Salinger y Catch-22 de Joseph Heller.

## Analogías
Son muchos los autores con los que Rowling ha sido comparada en los medios. Algunos de ellos los ha mencionado ella misma, mientras que otros han sido mencionados por sitios de Internet, periodistas, críticos y otros autores. Los trabajos se enumeran en orden de publicación.

### El Progreso del Peregrino

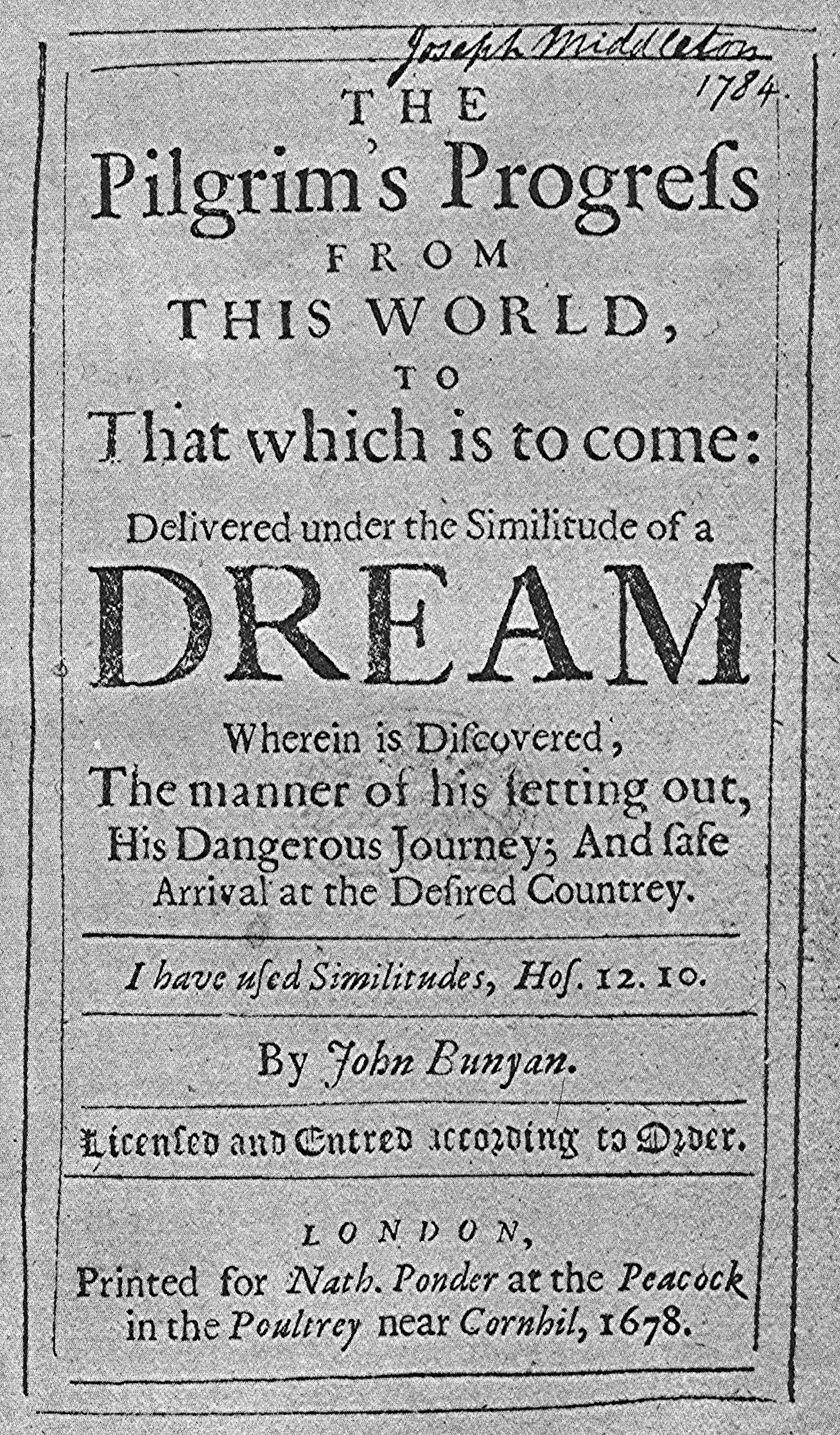
The Pilgrim's Progress by John Bunyan

John Granger interpreta a La Cámara de los Secretos como una obra moral similar a El Progreso del Peregrino de John Bunyan. Granger describe el clímax, durante el cual donde Harry desciende a la Cámara de los Secretos a rescatar a Ginny Weasley y la cual  “…es la más clara alegoría cristiana de salvación desde El León, la Bruja y el Ropero de Lewis… Usando solamente símbolos tradicionales, desde la figura de Dios Padre hasta la serpiente satánica y Cristo como el ave fénix, todo este drama nos lleva de la caída del paraíso a la vida eterna sin obstáculo alguno."

### Cumbres Borrascosas
En 2006, Rowling recomendó la obra de Emily Brontë Cumbres Borrascosas como la número uno de su lista de diez libros que todo niño debería leer. En su ensayo "To Sir With Love" (“Al Señor con Amor”) en el libro Mapping the World of Harry Potter (Trazando el Mundo de Harry Potter), Joyce Millman sugiere que Severus Snape, el maestro de pociones de Harry Potter, de ambigua moral, es sacado de una tradición de héroes byronianos, tal como ocurre en Cumbres Borrascosas con el personaje de Heathcliff, y que asimismo el capítulo dos de Harry Potter y el Príncipe Mestizo es muy parecido a la introducción de Cumbres Borrascosas donde Heathcliff es fríamente presentado pidiéndole a su sirviente vino para él y para Lockwood. Snape le pide casi con las mismas palabras a Colagusano el vino, y la descripción de Snape es muy similar a la de Heathcliff.

### Tom Brown's Schooldays
La saga Harry Potter se nutre de una larga tradición literaria de historias ambientadas en internados. Este tipo de historias, como género, se originó en la época victoriana con Tom Brown's School Days (Los Días de Escuela de Tom Brown) de Thomas Hughes.Tom Brown's School Days planteó una estructura básica que ha sido imitada en muchas obras, por ejemplo en la colección de libros de los años cincuenta Jennings de Anthony Buckeridge.
Tanto Tom Brown's School Days como Harry Potter tienen como protagonista a un niño de once años que es mejor en los deportes que en la escuela, y que es enviado a un internado. A su llegada el niño conoce a su mejor amigo (en el caso de Harry Potter Ron Weasley y en la obra de Hughes, East), quien le ayuda a adaptarse al nuevo mundo. Son molestados por otro niño, (Flashman y Draco Malfoy). Stephen Fry, quien ha narrado las adaptaciones en audio de los libros de Harry Potter en inglés británico y también protagonizó una adaptación televisiva de “Tom Brown”, ha comentado en muchas ocasiones las grandes similitudes entre estos dos libros: "Harry Potter –un niño que llega a este extraño internado por primera vez y se dedica a hacer el bien con grandes amigos y con enemigos que hacen el mal con tácticas poco justas y apropiadas…” Fry señala, “…hasta que luego empieza a ser ambiguo si el protagonista será bueno o malo. Su empeño, su lealtad, su buena naturaleza y su valentía son las que lo llevan al camino del bien, y esa es la historia de Tom Brown's Schooldays.”

### Kaytek the Wizard
Janusz Korczak escribió en 1935 Kaytek the Wizard que gira alrededor de un alumno llamado Kaytek que obtiene poderes mágicos. De acuerdo a algunos críticos, Kaytek tiene un camino mucho más difícil que Harry Potter: Kaytek no tiene una escuela como Hogwarts, donde enseñan magia magos y brujas expertos y Kaytek aun así necesita aprender a usar y controlar todos sus poderes, y lo más importante, aprender los límites que la magia tiene. En los mundos de Korczak, un final feliz no está garantizado y el héroe debe aprender todas las limitaciones que su poder tiene, así como las consecuencias de su abuso. De acuerdo a la socióloga y escritora Kinga Dunin, Kaytek, en términos pedagógicos, es superior a la saga “Harry Potter”, en un solo libro, Kaytek experimenta mucho más crecimiento que Harry; además, el mundo es mucho más realista.

### El Señor de los Anillos
Los fanáticos del autor J. R. R. Tolkien han prestado especial atención a todas las similitudes entre la novela “El Señor de los Anillos” y la serie de “Harry Potter”; específicamente Lengua de Serpiente de Tolkien y Colagusano de Rowling, o Shelob (Tolkien) y Aragog (Rowling), Gandalf (Tolkien) y Dumbledore (Rowling), los Nazgûl (Tolkien) o los dementores (Rowling), así como la gran similitud entre los antagonistas de ambos autores, Sauron y lord Voldemort (los dos que son continuamente llamados como los innombrables debido al intenso miedo que se vive alrededor de esos nombres; ambos llamados, “El Señor Oscuro”; y los dos buscan recuperar el poder que perdieron en el pasado). Muchos críticos sugieren que en Harry Potter y las Reliquias de la Muerte el horrocrux creado por Voldemort es comparable al anillo que Tolkien utiliza, ya que afecta negativamente la personalidad de quien lo porta. Rowling dice que no leyó El Hobbit hasta que terminó la primera novela de la saga (aunque sí había leído El Señor de los Anillos cuando era adolescente) y que cualquier similitud entre sus libros y los de Tolkien son “…superficiales. Tolkien creó una nueva mitología, que yo no digo haber creado. Por otra parte creo que hago mejores chistes” El especialista en Tolkien Tom Shippey, mantiene su opinión de que “ningún escritor moderno de fantasía épica ha logrado sobrepasar a Tolkien, no importa que tan duro lo hayan intentado”.

### Roald Dahl
Muchos han prestado atención a las similitudes entre las obras de Rowling y los de Roald Dahl, especialmente en la representación de la familia Dursley, que es parecida a familias crueles que aparecen en los libros de Dahl, como los Wormwoods en Matilda, o algunos personajes de Jim y el Durazno Gigante, o la abuela de La Maravillosa Medicina de Jorge. Rowling reconoce que hay algunas similitudes, pero en una manera más profunda, los trabajos de ella son diferentes a los de Dahl; en sus palabras, más morales.

### X-Men
El equipo de superhéroes X-Men de Marvel Comics, creado por Stan Lee y Jack Kirby en 1963, es similar a “Harry Potter” en el tema de los prejuicios y la poca tolerancia. Michael Mallory examinó la premisa original de los cómics, en donde los mutantes adolescentes estudian bajo la supervisión del Profesor X para aprender a controlar sus habilidades, a salvo de los Homo sapiens. Mallory argumenta, “piensen (en el cómic), pero vestido de universidades británicas, con sombreros puntudos, castillos y trenes y la imagen que se le viene a uno a la mente es Hogwarts con Dumbledore, Voldemort y los muggles.” Reconoce que si bien X-Men fue por largo tiempo “un fenómeno que estuvo limitado al mundo de aquellos que leen comics en vez de al público en general (como Rowling)”, argumenta que “nada existe en un vacío y menos aún la cultura popular. Así como los creadores de “X-Men” consciente o inconscientemente se nutrieron del éter creativo de sus tiempos para encontrar inspiración, así mismo el fenómeno de los X-Men tuvo un efecto en los libros y series que se han escrito desde entonces.” <ref>Michael Mallory (2006). X-Men: The Characters and Their Universe. Hugh Lauter Levin Associates, Inc. p. 133. ISBN 0-88363-120-2.</ref>

### Las crónicas de Prydain
La serie de cinco libros de Las Crónicas de Prydain de Lloyd Alexander, que empezó en 1964 con “El Libro de los Tres” y concluyó en 1968 con “El Gran Rey”, trata de un joven protagonista, un cuidador de cerdos llamado Taran, que desea ser un gran héroe en un mundo sacado de la mitología galesa. Entertainment Weekly citó a Lloyd Alexander como una posible influencia sobre Rowling, cuando la nombraron Artista del Año 2007. Cuando Alexander murió en 2007, su obituario en New York Magazine señaló muchas comparaciones entre “Harry Potter” y “Prydain” y dijo que el último libro de Lloyd es todo lo que desesperadamente esperamos del último libro de la saga de Harry Potter.”

### Los Seis Signos de la Luz
Susan Cooper escribió Dark Is Rising o “Los Seis Signos de la Luz” en 1965 y su saga ha sido comparada con “Harry Potter”. La segunda novela trata de un joven protagonista llamado Will Stanton quien descubre en su cumpleaños número once que oculta un gran poder mágico; en el caso de Will, él es el último de los “Viejos” y tiene que vencer al lado oscuro. Los libros van demostrando que las personas le dicen cosas extrañas a Will y que los animales huyen de él. John Hodge, quien escribió la adaptación cine de la saga de Susan Cooper, hizo unos cambios notables en la trama y el tono para diferenciarla de Harry Potter.

### Un Mago de Terramar
La premisa básica de la obra Un Mago de Terramar de Ursula K. Le Guin, escrita en 1968, es que un niño con una inusual aptitud para la magia es reconocido y enviado a una escuela especial para magos y eso nos recuerda a “Harry Potter”. En su primer día, Ged se encuentra con otros dos estudiantes, uno de los cuales se vuelve su mejor amigo y el otro, un arrogante rival aristócrata. Ged recibe después una cicatriz al luchar con una sombra demónica que puede poseer a las personas. Al comienzo de su viaje, es arrogante y se cree autosuficiente, pero tras una tragedia terrible causada por su orgullo se ve obligado a repensar su camino, y luego se convierte en un hechicero muy respetado y en maestro, de manera muy similar a Albus Dumbledore. Le Guin ha declarado que no siente que Rowling le hubiera copiado, pero que los libros de Rowling han recibido elogios excesivos por su supuesta originalidad, y que Rowling “pudo haber sido más cortés con sus predecesores. Mi incredulidad está dirigida a los críticos que encontraron el primer libro maravillosamente original. Ella tiene muchas virtudes, pero la originalidad no es una de ellas. Eso duele”.

### La Peor Bruja
Muchos críticos han hecho notar que la obra de Jill Murphy, The Worst Witch (La Peor Bruja), publicada en 1974, es desarrollada en una escuela para niñas, "La Academia de Brujas de la Señorita Cackle", muy parecida a Hogwarts. La historia trata de una rara alumna del internado para brujas, que enfrenta a una estudiante enemiga. Sus profesoras incluyen a una directora anciana y muy amable y a una profesora de pociones abusona y de cabello negro. Murphy ha comentado sobre su frustración por las constantes comparaciones con la saga “Harry Potter”: “Es molesto… todo el mundo hace las mismas preguntas y hasta los niños me escriben a preguntarme si me molesta Hogwarts o a contarme de similitudes entre las escuelas. Aún peor son los revisores que se encuentran con mis libros o que ven la serie de televisión, y sin tomarse la molestia de buscar que ya pasaron veinticinco años desde que escribí mi primer libro, hacen comentarios sarcásticos sobre el “buen momento” que escogí o dicen cosas como “las historias de The Worst Witch no están tan lejos de los libros de Rowling.” ¡Encuentro bastante insultantes las implicaciones!”

### Star Wars
La serie de Harry Potter comparte muchas similitudes con Star Wars de George Lucas con respecto a los personajes principales, particularmente los héroes y villanos, así como aspectos de sus tramas. La académica Deborah Cartmell afirma que la historia de Harry Potter está tan basada en Star Wars como lo está en cualquier otra obra. La vida de Harry Potter, el héroe principal de la serie, semeja a la de Luke Skywalker, el héroe principal de la trilogía original de Star Wars: ambos personajes llevan vidas aburridas y ordinarias hasta una edad mayor cuando son reclutados por un mentor. Harry Potter se entrena para convertirse en mago al final de su niñez y es entrenado bajo la tutela de su mentor Albus Dumbledore para enfrentar su destino y a su enemigo Lord Voldemort; Luke Skywalker entrena para convertirse en Jedi en su edad adulta y es entrenado bajo la tutela de Obi-Wan Kenobi para enfrentar su destino y a su enemigo Darth Vader (también conocido como Lord Vader). Ambos personajes también fueron llevados en la infancia a familias adoptivas directamente por sus futuros mentores.
Los principales villanos de ambas franquicias también comparten muchas similitudes. Tom Riddle también fue alumno del mentor del héroe, Dumbledore en Hogwarts, y también estudió para ser mago antes de volverse malvado y transformarse en Voldemort. Del mismo modo, Anakin Skywalker también fue alumno del mentor del héroe, Obi-Wan Kenobi, y entrenado en la Orden Jedi para convertirse en Caballero Jedi antes de convertirse al lado oscuro y transformarse en Darth Vader.
Los mentores de los héroes principales también comparten muchos paralelismos. Ambos fueron mentores del villano principal de sus historias antes de que se hicieran malos y traicionaran a su respectivo mentor. Ambos mentores también fueron finalmente asesinados mientras luchaban contra sus antiguos alumnos. Albus Dumbledore fue traicionado por Tom Riddle antes de ser finalmente asesinado por él como Lord Voldemort (a través de Draco Malfoy y Snape). Obi-Wan fue traicionado por Anakin Skywalker antes de ser finalmente asesinado por él como Darth Vader. Ambos también se dejaron matar voluntariamente y aconsejan al héroe desde el más allá.
Ambas historias tienen un "lado oscuro" cuyos seguidores son los villanos de la historia, así como sus propios seguidores/aprendices.
Ambas historias también tienen un "Elegido" profetizado que destruirá el mal. En la serie de Harry Potter, es Harry Potter quien es el elegido para derrotar al Señor Oscuro Voldemort. En Star Wars, se presume y parece ser Luke Skywalker, pero en realidad se revela que es Anakin Skywalker, como se proclama en la profecía Jedi, quien destruiría a los Sith y traería equilibrio a la Fuerza. Lo hace después de ser redimido por su hijo, Luke Skywalker. Las teorías más recientes contrastan esto y argumentan que Luke es de hecho el elegido que traerá equilibrio a La Fuerza.

### Vida Encantada
En “Charmed Life” o “Vida Encantada”, escrita en 1977 por Diana Winne Jones, dos niños sin padres reciben educación mágica mientras viven en un castillo. La trama es sobre un mundo situado en 1900 en Gran Bretaña, donde la magia es algo común. Diana Wynne ha contestado preguntas en su sitio web: “Creo que Rowling sacó algunas ideas de mis libros, aunque nunca la he conocido y por lo tanto no le he podido preguntar. Mis libros fueron escritos antes que ella escribiera la saga de “Harry Potter”, así que cualquier similitud probablemente venga de lo que ella leyó de niña. Una vez que un libro es publicado, es de propiedad común, para personas que toman ideas y las usan, eso fue lo que sucedió con mis libros."

### Mundodisco
Antes de la llegada de la saga de J. K. Rowling, Terry Pratchett era el escritor más vendido de la Gran Bretaña. Sus libros de Mundodisco, empezando con El Color de la Magia en 1983, satirizaban y hacían parodia de las convenciones de la literatura fantástica. A Pratchett se le preguntaba constantemente si había sacado la idea de su mágica Universidad Invisible de Hogwarts o si el joven mago de negros cabellos y lentes Ponder Stibbons se había inspirado en Harry Potter. Los dos fueron de hecho creados muchos años antes de la obra de Rowling. Pratchett respondía bromeando que, en efecto, sí los había robado, aunque “por supuesto usé una máquina del tiempo.” La BBC y otras agencias de noticias británicas han enfatizado en una supuesta rivalidad entre Pratchett y Rowling, pero Pratchett dijo en una entrevista, que si bien no pone a Rowling en un pedestal, no la considera mala escritora y tampoco envidia su éxito. Las cuestiones sobre tal rivalidad provienen por una carta que él escribió a The Sunday Times, acerca de un artículo publicado que declaraba que la fantasía “mira hacia atrás hacia un idealizado y romántico mundo, en el que caballeros y damas hacían la danza Morris al ritmo de Greensleeves”. De hecho, en la carta Pratchett protestaba contra la ineptitud de los periodistas y escritores sobre ese género, muchos de los cuales no investigaban el género, y en este caso, se contradecían en el mismo artículo.

### El juego de Ender
El autor de ciencia ficción Orson Scott Card, en respuesta a la demanda por derechos de autor de Rowling contra El Léxico de Harry Potter, una enciclopedia en línea sobre Harry Potter hecha por fanes, dijo que la afirmación de Rowling de que “mis palabras me fueron robadas” era discutible por el hecho de que él podía a su vez señalar muchas comparaciones entre sus propios libros, escritos en 1985 y los de ella. En sus palabras, “un chico que crece en una familia opresora y de repente se entera de que pertenece a una clase de chicos con habilidades especiales, que deben ser educados en un lugar lejano donde la vida estudiantil es dominada por un intenso juego, jugado en los aires, juego en el que el niño resulta ser naturalmente excepcional y talentoso y un líder natural. Entrena a otros chicos en clases no autorizadas, lo que enfurece a sus enemigos, quienes tienen la intención de matarlo, pero es protegido por sus brillantes y leales amigos, y gana fuerzas gracias al amor de algunos de sus familiares. Recibe una guía especial por parte de un anciano de hazañas legendarias que previamente mantuvo a raya al enemigo. Llega a convertirse en la figura crucial de una lucha contra un enemigo invisible que amenaza al mundo entero."

### El Joven Sherlock Holmes
Chris Columbus, quien dirigió las dos primeras películas de “Harry Potter”, citó la película de 1985 “El Joven Sherlock Holmes”, que él escribió, como una influencia en cómo dirigió las películas. “Fue una suerte de predecesora de esta película, en cierto sentido”, dijo a la BBC en el 2001. “Trataba de dos niños y una niña en un internado británico que tenían que luchar contra una fuerza sobrenatural.” Escenas tomadas de El Joven Sherlock Holmes se usaron luego en las audiencias para el reparto de la primera película de Harry Potter. El 2 de enero de 2010, el periodista irlandés Declan Lynch, escribió en un artículo para el Sunday Independent (de Irlanda) en el que afirmó que "hay más de un parecido ente el joven Sherlock y Harry".

### Trol
La película de 1986, de bajo presupuesto, “Troll” o “Trol”, dirigida por John Carl Buechler y protagonizada por Noah Hathaway, Julia Louis-Dreyfus y Sonny Bono, tiene un personaje llamado “Harry Potter Jr.”. En una entrevista con M. J. Simpson, Band afirmó que “He escuchado que J. K. Rowling ha admitido que quizá vio esta película de bajo presupuesto y quizá se sintió inspirada.” Sin embargo, un representante de Rowling, respondiendo a rumores sobre una nueva adaptación de la película de Buechler, negó que Rowling la hubiera visto jamás antes de escribir el libro. Rowling ha dicho en varias ocasiones que el nombre “Harry Potter” es resultado en parte de un amigo de infancia, Ian Potter, y en parte de su nombre masculino favorito, Harry. El 13 de abril de 2008, “The Mail on Sunday” escribió en un artículo afirmando que la Warner Bros había iniciado acciones legales contra Buechler. Sin embargo, la historia fue negada y los abogados de Rowling pidieron que el artículo fuera eliminado.
El 14 de abril de 2008, el compañero de John Buechler en la nueva versión de “Troll”, Peter Davy, dijo que “en opinión de John, él creó al primer Harry Potter. J. K. Rowling dice que la idea vino a su mente. John no lo cree. Hay muchas similitudes entre los libros de Potter y “Trol”. John quedó conmocionado cuando se enteró de “Harry Potter.”

### Groosham Grange
Groosham Grange, publicada en 1988 por el escritor británico Anthony Howrowitz ha sido citada por sus similitudes con “Harry Potter.” El argumento gira en torno a David Eliot, un joven adolescente, maltratado por sus padres, que recibe una llamada inesperada de un internado aislado, Groosham Grange, que al final es una escuela para magos y brujas. Los dos libros tienen a un fantasma como maestro, un hombre lobo que lleva el nombre de lobo en francés (Lupin/Leloup) y en los dos se llega a la escuela por tren. Horowitz, sin embargo, admitiendo las similitudes, le agradeció a Rowling por su contribución a la literatura de ficción para jóvenes en el Reino Unido.

### Los Libros de la Magia
Fanáticos de la serie de cómics “Los Libros de la Magia”, de Neil Gaiman, publicado en 1990 por DC Comics, han notado muchas similitudes con Harry Potter. Estas incluyen a un niño inglés, con cabello negro y lentes llamado Timothy Hunter, quien descubre su potencial como el mago más poderoso en su primer acercamiento con personas que usan magia, el primero de los cuales le regala una lechuza de mascota. Las similitudes entre los libros hicieron que el tabloide británico Daily Mirror afirmara que Gaiman acusaría de plagio a Rowling, cargos que Gaiman negó, arguyendo que las similitudes eran mera coincidencia o eran sacadas de los mismos arquetipos existentes en la fantasía. “Creía que los dos estábamos tomando prestado de T. H. White (autor de “La Espada en la Piedra”)," dijo en una entrevista, “muy obviamente.” Dylan Horrocks, escritor de una serie derivada de Los libros de la Magia, dijo que deberían ser considerados trabajos parecidos en el mismo género y que los dos tienen niños magos.

### Spellcasting
El videojuego de texto Spellcasting 101: Sorcerers Get All The Girls (Introducción a lanzar hechizos: Los hechiceros se llevan todas las chicas), creado en 1990, es el primero de la serie Spellcasting, creada por Steve Meretzky mientras trabajó para Legend Entertainment. Los tres juegos cuentan la historia del joven Ernie Eaglebeak, un estudiante de la prestigiosa Universidad de Magos, que mientras progresa en sus estudios y estudia magia, salva al mundo. Cada juego toma lugar en un año diferente de la escuela como los libros de Harry Potter.

### Wizard's Hall
En 1991, la escritora Jane Yolen escribió un libro llamado Wizard’s Hall (El salón del hechicero) con el que “Harry Potter” tiene algún parecido. El protagonista, llamado Henry es un niño que entra a una escuela para magos. En la escuela "debe cumplir una antigua profecía y ayudar a derrocar a un podersoso y malévolo hechicero.". Sin embargo, Yolen ha asegurado que “estoy segura de que ella nunca leyó mi libro”, achacando las semejanzas podían a tropos usados comúnmente en la literatura fantástica. En una entrevista con la revista Newsweek, Yolen dijo, “Yo siempre le digo a la gente que si la señorita Rowling quiere hacerme un cheque grande, yo lo cobraría.” Yolen dejó de leer "Harry Potter" en su tercer libro, y expresó su desagrado por el estilo de escritura de "Harry Potter", llamándolo "fantasía de comida rápida".

### The Secret of Platform 13
Eva Ibbotson escribió The Secret of Platform 13, en 1994, que incluye una puerta a un mundo mágico localizada en la estación de King's Cross de Londres. El protagonista pertenece a un mundo mágico, pero fue criado por una familia rica que lo rechazaba y lo trataba como sirviente, mientras que el gordo y desagradable hijo biológico de la familia es consentido y malcriado. Amanda Craig, una periodista, ha escrito acerca de las semejanzas entre los libros que "Ibbotson tendría tan buen caso para demandar por plagio a J.K. Rowling, como lo tiene la escritora norteamericana que actualmente la demanda (refiriéndose a Nancy Stouffer), pero a diferencia de Nancy, Ibbotson dice que a ella "le gustaría darle un apretón de manos. Como escritores todos tomamos cosas los unos de los otros."